# Distrito de Broye
El distrito de Broye (en francés district de la Broye, en alemán Bezirk Broye) es uno de los nueve distritos del cantón de Friburgo. Tiene una superficie de 173,88 km².
La capital del distrito es la ciudad histórica de Estavayer-le-Lac. El distrito está compuesto actualmente por 31 comunas.

## Geografía
El distrito se encuentra en la llamada región de los tres Lagos, de la que hace parte el lago de Neuchâtel, aunque toma su nombre del valle del río Broye. Limita al noreste con el distrito de Broye-Vully (VD), al este con See/Lac, al sureste con Sarine, al sur con Glâne y Broye-Vully, al suroeste y oeste con Jura-Nord vaudois (VD), y al noroeste con Boudry (NE) y NE).

## Comunas
| Distrito de Broye | Distrito de Broye      | Distrito de Broye |
| Comunas           | Población (31.12.2015) | Superficie km²    |
| ----------------- | ---------------------- | ----------------- |
| Bussy             | 483                    | 3.60              |
| Châbles           | 769                    | 4.74              |
| Châtillon         | 447                    | 1.31              |
| Cheiry            | 379                    | 6.48              |
| Cheyres           | 1411                   | 5.13              |
| Cugy              | 1633                   | 9.86              |
| Delley-Portalban  | 1066                   | 7.26              |
| Domdidier         | Parámetro no válido    | 8.91              |
| Dompierre         | Parámetro no válido    | 4.45              |
| Estavayer-le-Lac  | 6208                   | 8.89              |
| Fétigny           | 962                    | 4.08              |
| Gletterens        | 1004                   | 2.92              |
| Léchelles         | Parámetro no válido    | 8.75              |
| Les Montets       | 1405                   | 10.31             |
| Lully             | 1124                   | 5.50              |
| Ménières          | 414                    | 4.38              |
| Montagny          | 2354                   | 17.52             |
| Morens            | 154                    | 2.60              |
| Murist            | 621                    | 8.20              |
| Nuvilly           | 408                    | 4.00              |
| Prévondavaux      | 65                     | 1.80              |
| Rueyres-les-Prés  | 432                    | 3.17              |
| Russy             | Parámetro no válido    | 3.70              |
| Saint-Aubin       | 1659                   | 7.88              |
| Sévaz             | 270                    | 2.50              |
| Surpierre         | 704                    | 4.82              |
| Vallon            | 404                    | 3.51              |
| Vernay            | 1119                   | 8.29              |
| Villeneuve        | 374                    | 3.53              |
| Vuissens          | 245                    | 5.61              |
| Total (30)        | 30 846}}               | 173.88            |

## Cambios desde 2000

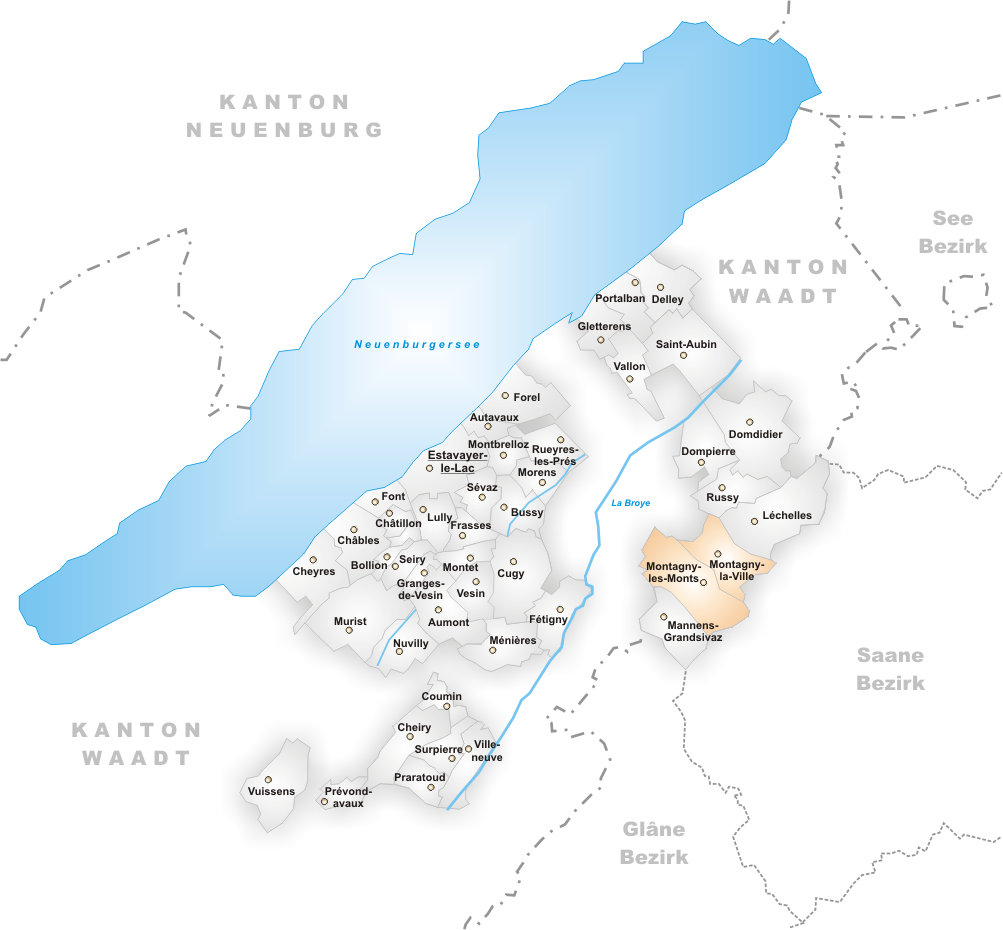
Comunas hasta 1999
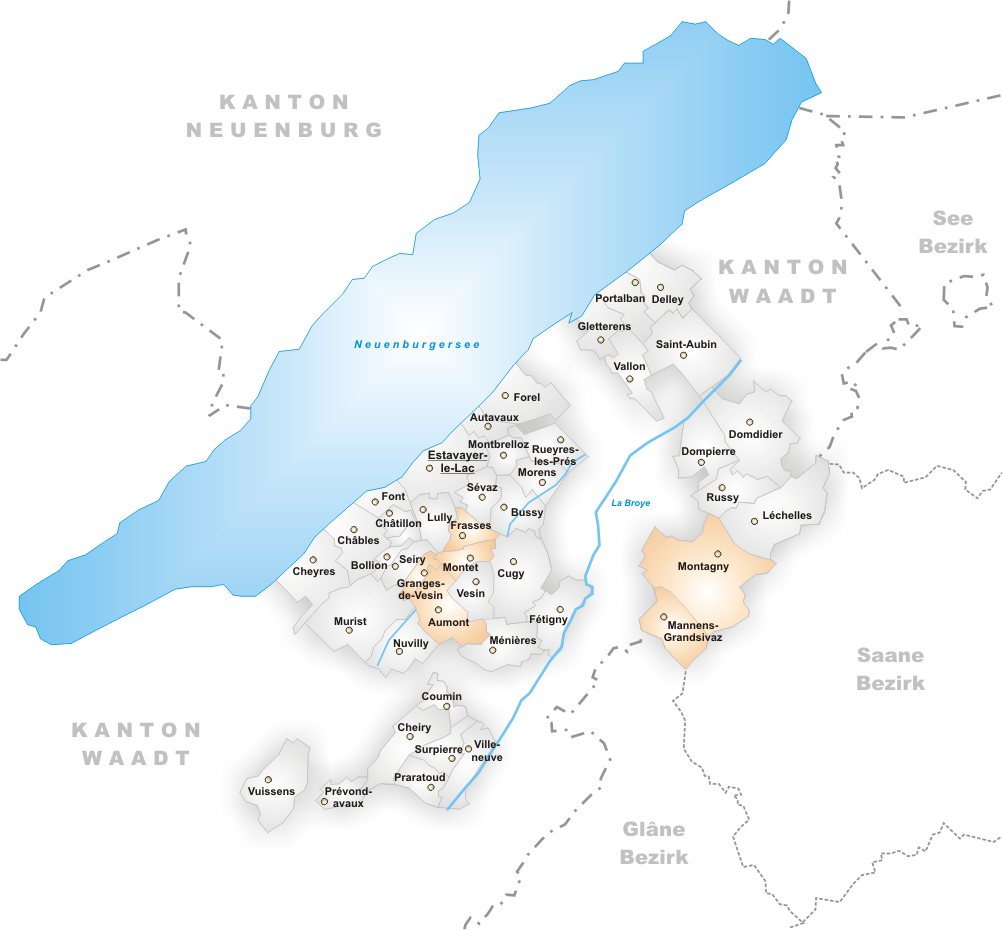
Comunas hasta 2003
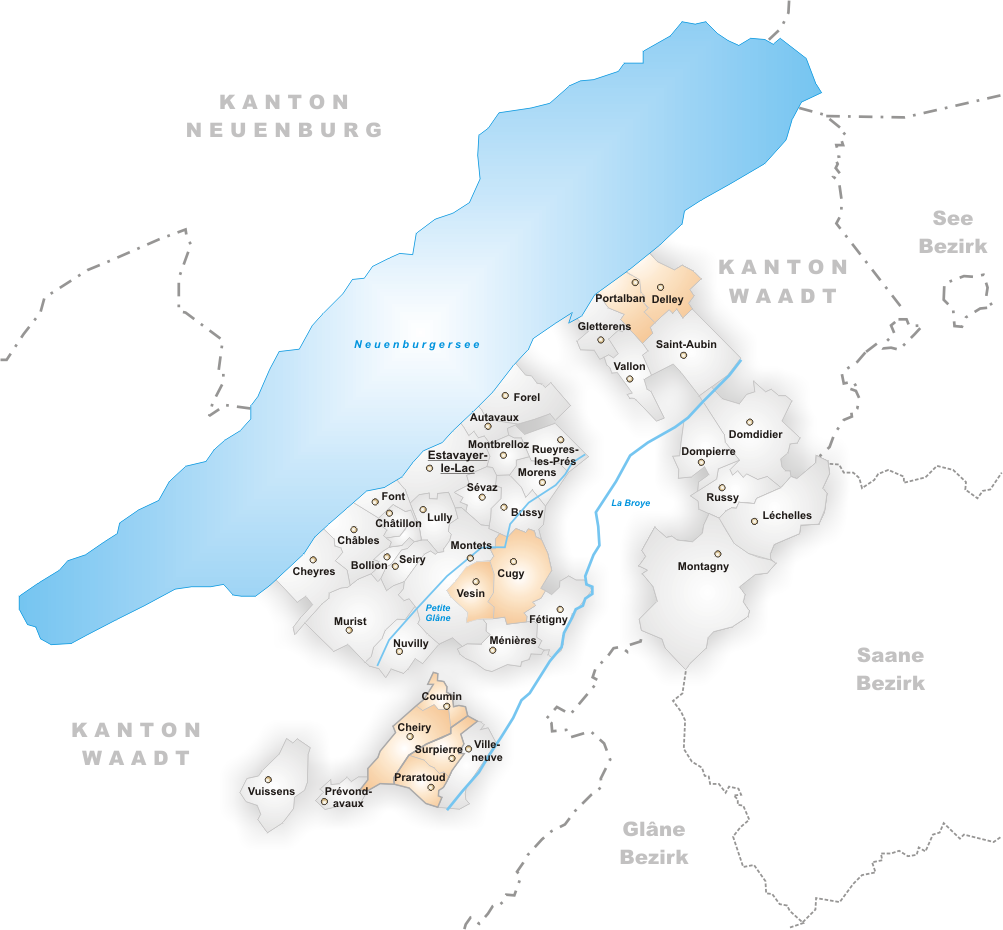
Comunas hasta 2004
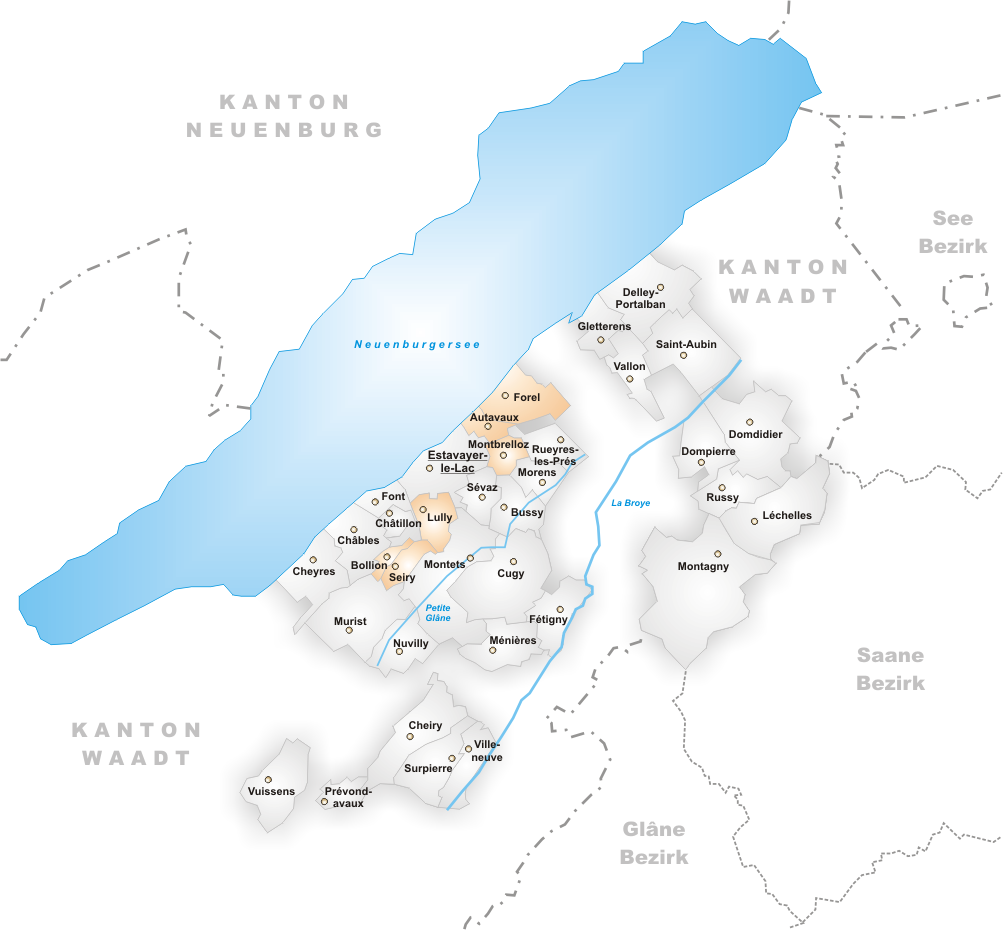
Comunas hasta 2005
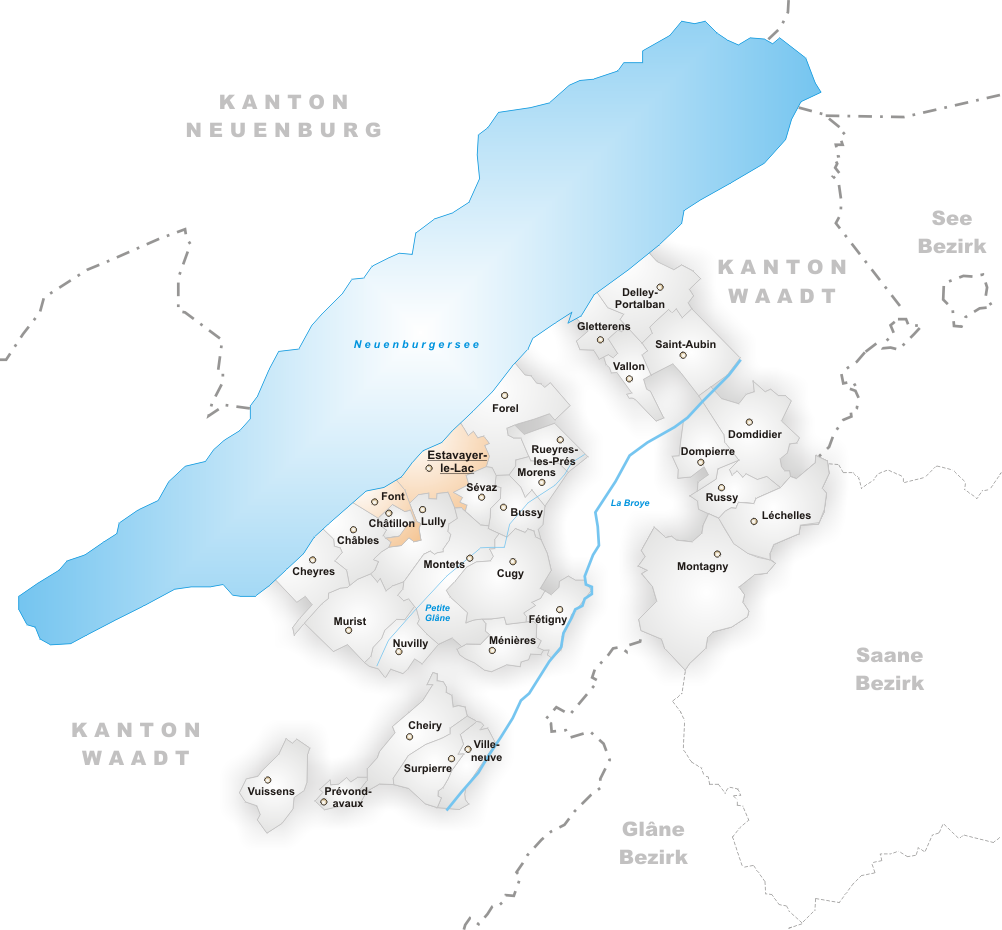
Comunas hasta 2011

### Fusiones
- 2000: Montagny-la-Ville + Montagny-les-Monts -> Montagny
- 2004: Mannens-Grandsivaz + Montagny -> Montagny
- 2004: Aumont FR + Frasses + Granges-de-Vesin + Montet (Broye) -> Les Montets
- 2005: Delley + Portalban -> Delley-Portalban
- 2005: Chapelle (Broye) + Cheiry -> Cheiry
- 2005: Cugy + Vesin -> Cugy
- 2005: Praratoud + Surpierre -> Surpierre
- 2006: Autavaux + Forel (FR) + Montbrelloz -> Vernay
- 2006: Bollion + Lully + Seiry -> Lully
- 2012: Font y Estavayer-le-Lac -> Estavayer-le-Lac
- 2016: Domdidier + Dompierre + Léchelles + Russy -> Belmont-Broye.
- 2017: Châbles + Cheyres -> Cheyres-Châbles. Bussy + Estavayer-le-Lac + Morens + Murist + Rueyres-les-Prés + Vuissens + Vernay -> Estavayer. Villeneuve -> Surpierre.
- 2021: Cheiry -> Surpierre.